# Canal du Ladoga

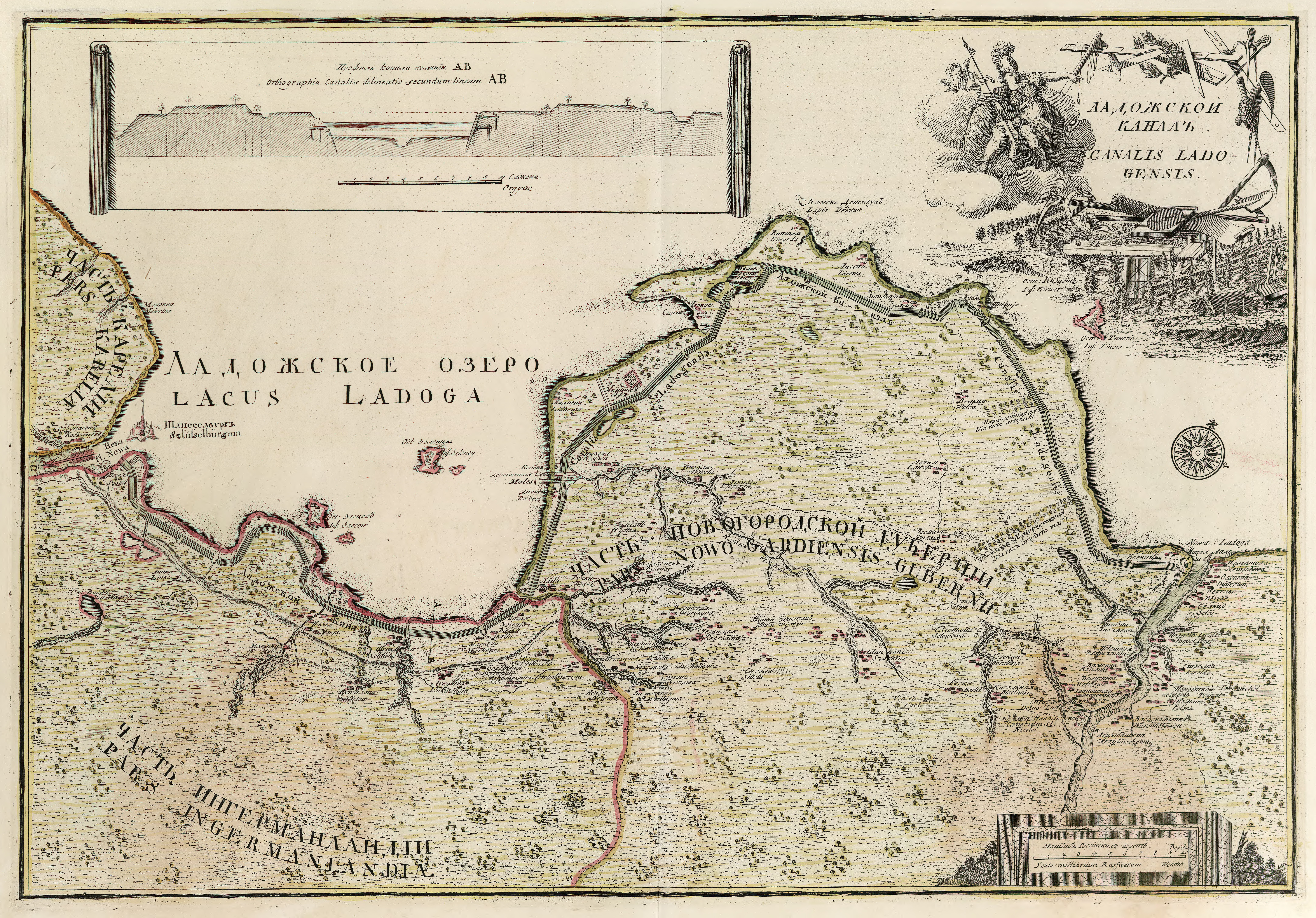
Carte du canal (1742).

Le canal de jonction du Ladoga (Лaдожский канал, Ladojsky Canal) est un ancien canal qui se trouve aujourd'hui dans l'Oblast de Leningrad, et qui relie la Neva au Svir en court-circuitant les eaux agitées du Lac Ladoga, qui se trouve juste au nord-ouest. Il est long de 117 km et comporte deux bras, désormais fort envasés : le Vieux canal du Ladoga (creusé entre 1719 et 1810, autrefois appelé « Canal-Pierre Ier ») et le Nouveau canal (creusé entre 1866 et 1883), qui lui est parallèle et relie le port fluvial de Sviritsa sur le Svir, au fort de Chlisselbourg sur la Neva, via Novaïa Ladoga sur le Volkhov.

## Sources
- E; K. Gerchelman, « Développement historiques des rivières  aménagées à courant libre » (Исторический очерк внутренних водных сообщений). Saint-Pétersbourg (1892).
- P.-D. Bazaine, Mémoire sur l'impossibilité de ramener par un simple approfondissement le niveau du canal de Ladoga, à la même hauteur, que celui du lac du même nom
- V. Gorelov, "Речные каналы России". Leningrad-Moscou, éd. Rechizdat (1953).

## Voir également
- Histoire du Ladoga et de Chlisselbourg
- Le Volkhov et la rive sud du lac Ladoga..
- L'ancien et le nouveau canal
- La première voie d'eau artificielle de Russie : le réseau Vyshnevolotskaïa
- Le fort de Chlisselbourg
- Carte sur www.clubneva.ru
- L.A. PlechkoChapitre 17: Le Svir entre Staraïa Ladoga et Novaïa Ladoga, extr. de  "Voies navigables de la région de Leningrad." Leningrad (1987).